# 後藤ゆきこ
後藤ゆきこ（ごとう ゆきこ 、1983年5月7日 - ）は、静岡県出身のアイドル・タレント。アーティストハウス・ピラミッドに所属していたが、2008年2月で退所。2010年12月頃に「加藤亜季」として復帰後、現在は「加藤ゆき」として美容家に転向している。
兄は元競輪選手の後藤圭司（日本競輪学校第78期生、日本競輪選手会静岡支部所属、最高位はS級2班）。

## 公式プロフィールについて
当初のプロフィールでは「1985年生まれ」としていたが、のちに「1983年生まれ」に改められた。同事務所に所属していた夏川純の年齢詐称発覚（2007年2月頃）と前後しての訂正だが、詳細は不明。公式アナウンスも特になく、メディアによる報道も行なわれていない。出身地が静岡県から東京都に変更されている。

## 作品

### 映像作品
- Go To!（2005年、アクアハウス）
- love&peach（2005年、h.m.p）
- Sun Lover（2005年、ラインコミュニケーションズ）
- あなたと秘密のデート〜Secret Date  With You〜（2006年、リバプール）
- happy clover（2006年、フォーサイド・ドット・コム）
- Lovery Face（2006年、フォーサイドドットコム）
- STEP!!（2006年、日本メディアサプライ）
- GOOD DAYS（2006年、マーレ）
- feeling（2006年、クレイヴ）

## 出演

### テレビドラマ
- ロケットボーイズ（2005年、テレビ東京） - 上原友香 役
- 探偵ブギ 第2話 「さよならアイドル アイドルの市村チエ」（2006年、東京MXテレビ）
- 黒い太陽（2006年、テレビ朝日） - つばさ 役

### バラエティ
- ガチンコ視聴率バトル（2005年 - 2006年、テレビ朝日） - モニターガールとして出演
- クリック!（2005年、日本テレビ） - クリッカーズとして出演
- グッサンカフェ（2005年 - 2007年、BSジャパン） - グッサンズ（リポーター）として出演
- ガダルカナル・タカのでるネット編集部（BS-i） - 新人部員として出演

### その他のテレビ番組
- BSブランチ（BS-i）
- BLOG@GIRLS（2006年 - 2007年、BS-i）

### 映画
- ルナハイツ（2005年） - 松浦友美 役
- ルナハイツ2（2006年） - 松浦友美 役
- ザ・コテージ（2006年） - 島本美鈴 役

### オリジナルビデオ
- The かぼちゃワイン Another（2007年10月26日）

### ラジオ
- 後藤ゆきこのごとラジ（ラジオ大阪・AM岐阜ラジオ・TBCラジオ・KRYラジオ）

### ゲーム
- 龍が如く（2005年）

## 書籍

### 写真集
- Go To!（2005年6月24日、アクアハウス、撮影：上野勇）ISBN 978-4-86046-098-3
- flavor（2006年6月、イーストプレス、撮影：矢西誠二）ISBN 978-4-87257-699-3
- mix4 ピラミッドガールズ写真集(集英社ムック)（2006年8月24日、集英社　撮影：細野晋司、上野勇）ISBN 978-4081020669- 熊田曜子、安田美沙子、夏川純と共に掲載。